# Pontinus rhodochrous
Pontinus rhodochrous és una espècie de peix pertanyent a la família dels escorpènids.

## Descripció
- Fa 28 cm de llargària màxima.[6]

## Hàbitat
És un peix marí, demersal i de clima tropical.

## Distribució geogràfica
Es troba al Pacífic occidental: Indonèsia.

## Observacions
És inofensiu per als humans.